# Sinus-Institut
Die Sinus Markt- und Sozialforschung GmbH (auch: SINUS-Institut) ist ein Markt- und Sozialforschungsinstitut mit Sitz Heidelberg und Berlin. Das Unternehmen bietet neben sozialwissenschaftlicher und psychologischer Marktforschung auch Unternehmensberatungsdienste an. In der Milieuforschung hat es mit den Sinus-Milieus eine eigene und auch in wissenschaftlichen Kreisen anerkannte Methode zur Zielgruppenanalyse entwickelt. Das Institut ist Mitglied im Arbeitskreis Deutscher Markt- und Sozialforschungsinstitute, im Berufsverband Deutscher Markt- und Sozialforscher, bei der ESOMAR (European Society for Opinion and Market Research) und in der Deutschen Gesellschaft für Soziologie.

## Geschichte
Das Unternehmen wurde 1978 in Heidelberg von den Psychologen Dorothea und Horst Nowak gegründet.
Seit den 1980er Jahren bis heute ist das Institut insbesondere für das Gesellschafts- und Zielgruppen-Modell der sogenannten Sinus-Milieus bekannt. Zu den Kunden zählen zahlreiche namhafte Unternehmen und Agenturen, aber auch Ministerien, politische Parteien, Nichtregierungsorganisationen, Verbände, Universitäten, Forschungsinstitute oder andere öffentliche Institutionen. Auch die Messung der Einschaltquote von Fernsehsendern in Deutschland wird heutzutage standardmäßig mit den Sinus-Milieus verknüpft, d. h. alle Testzuschauer sind entsprechend klassifiziert worden und die Sender bieten entsprechende Auswertungen an.
Neben der Anwendung der Sinus-Milieus in über 40 Ländern (sog. Sinus Meta-Milieus) hat das Institut weitere Segmentierungen entwickelt, wie die Digitalen Sinus-Milieus, die Sinus-Jugend-Milieus, die Sinus-Milieus in der Microgeographie oder die Sinus-Migrantenmilieus. Daneben bietet das Institut klassische Markt- und Sozialforschungsleistungen wie Zielgruppensegmentierungen, Markenanalysen, Entwicklung von Kommunikations- und Marketingstrategien sowie strategische Trendforschung oder Beratung zur Organisationsentwicklung an.
Die zum Unternehmen gehörende Sinus-Akademie hält Vorträge und führt Schulungen und Seminare für private und öffentliche Auftraggeber durch. Die Consulting-Tochter Sinus:consult mit Sitz in Singapur hat sich auf internationale Beratung spezialisiert.
2009 wurde die Anteilsmehrheit am Unternehmen von der Integral Markt- und Meinungsforschungs GmbH in Wien übernommen. Das Institut unterhält Standorte in Heidelberg, Berlin, Wien und Singapur.
2020 schlossen sich die Integral Markt- und Meinungsforschungs GmbH, die Sinus Markt- und Sozialforschung GmbH mit Opinion Market Research & Consulting GmbH zur Integral-Sinus-Opinion-Gruppe zusammen.